# Jincang (köpinghuvudort i Kina, Jilin Sheng, lat 43,36, long 130,48)
Jincang är en köpinghuvudort i Kina. Den ligger i provinsen Jilin, i den nordöstra delen av landet, omkring 430 kilometer öster om provinshuvudstaden Changchun. Antalet invånare är 6 726. Befolkningen består av 3 181 kvinnor och 3 545 män. Barn under 15 år utgör 11,0 %, vuxna 15-64 år 79 %, och äldre över 65 år 8,0 %.
Runt Jincang är det ganska glesbefolkat, med 28 invånare per kvadratkilometer. Det finns inga andra samhällen i närheten. I omgivningarna runt Jincang växer i huvudsak lövfällande lövskog.
Genomsnittlig årsnederbörd är 946 millimeter. Den regnigaste månaden är juli, med i genomsnitt 197 mm nederbörd, och den torraste är januari, med 6 mm nederbörd.